# 田上和延
田上 和延 （たのうえ かずのぶ、1970年5月13日 - ）は、KBC九州朝日放送アナウンス部所属のアナウンサー。東京都町田市出身。

## 人物
- 東京都立小川高等学校、駒澤大学卒業後、1993年、KBCにアナウンサーとして入社。
- スポーツ実況中心に活動。全国中継の番組にも登場することがある。
- ホークス初優勝（1999年）と2度目の日本一（2003年）をラジオ実況。
- KBC入社15年以上のホークス戦実況担当アナの中で唯一の生え抜き。
- 学生のころにフジテレビ系で放送されていた夕やけニャンニャンのスタジオ観覧をしたことがある。
- 2022年5月11日の福岡ソフトバンクホークス対埼玉西武ライオンズ戦（福岡PayPayドーム）にてホークス東浜巨投手のノーヒットノーラン達成試合をラジオ実況した。（ホークス球団としては2019年の千賀滉大（現：ニューヨーク・メッツ）以来史上3人目､沖縄県出身者としては史上初の快挙である。またKBCアナウンサーのノーヒットノーラン実況者は後輩の沖繁義以来2人目。）
- 2022年4月より総合編成局アナウンス部長に就任した。

## 現在の担当番組

### ラジオ
- KBC朝日新聞ニュース

### テレビ
- ぎゅっと （MC・2025年1月6日から）

- バナH杯KBCオーガスタゴルフトーナメント実況担当
- KBCニュース

## 過去の担当番組

### テレビ（過去）
- モーニングモーニング
- わくわくKBC
- スーパーJチャンネル九州・沖縄（リリーフ）
- KBCニュースピア（同上）
- シリタカ!（同上）
- 土曜もアサデス。（2015年10月〜2018年3月24日、毎週土曜日）

### ラジオ（過去）
- PAO〜N
- 居酒屋 清子（KBCラジオ、木曜 19時00分 - 22時00分）
- ガブリナ（KBCラジオ（九州朝日放送） 金曜日、2016年4月1日 - 2018年3月30日）
- サタモニ５（不定期)